# Orchidantha siamensis
Orchidantha siamensis là một loài thực vật có hoa trong họ Lowiaceae. Loài này được Kai Larsen miêu tả khoa học đầu tiên năm 1961.

## Từ nguyên
Tính từ định danh siamensis để chỉ Xiêm, tên gọi trước đây của Thái Lan - quốc gia nơi người ta thu thập mẫu của loài này.

## Mẫu định danh
Mẫu định danh:
- Holotype: A.F.G. Kerr 7148, do Arthur Francis George Kerr thu thập ngày 10 tháng 7 năm 1923, cao độ 50 m trong rừng thường xanh gần làng Bachaw, tỉnh Pattani, Thái Lan, lưu giữ tại tại phòng mẫu cây của Vườn Thực vật Hoàng gia tại Kew (K).[1]
- A.F.G. Kerr 1923: Thiếu quả trong mẫu cây do Arthur Francis George Kerr thu thập ngày 30 tháng 4 năm 1930, cao độ 50 m, gần Sak, gần thị trấn Pattalung, tỉnh Pattani, Thái Lan.[1]
- S.F.N 24292: Do Kiah thu thập tại một địa điểm nào đó, lưu giữ tại Ban quản lý Vườn quốc gia Singapore (SING).[3]

## Mô tả
Cây thân thảo cao 40-50 cm. Lá có cuống dài tới 28 cm, phiến lá hình mác, dài ~35 cm, gân chính kéo dài thành mũi nhọn hình chỉ dài 2 cm, rộng 6-7 cm.Cụm hoa dạng xim ít hoa mọc từ nách lá. Ống đài dài 10-14 cm, 3 thùy (cánh đài), thẳng-hình mác, nhọn thon, gần đều, dài 6-6,5 cm, rộng 8-10 mm, màu tím mờ nhạt. Các cánh hoa bên dài ~1,5-2 cm, rộng 2 mm. Vuốt cánh môi dài 3 mm, đáy rộng 15 mm, màu tím, phiến dài 3 cm, rộng 2,2 cm, màu trắng, đỉnh có khía, gân chính ở chỗ mào nhô cao. Nhị 5, với nhị lép giống mụn cơm chiếm vị trí thứ 6, dài l cm, bao phấn với các khe nứt dọc hở. Bầu nhụy hạ, ba ngăn; vòi nhụy dài 1-1,5 cm; đầu nhụy chẻ ba, các thùy có khía, dài 1,5 cm. Quả nang 3 ngăn, dài 2,5-3 cm, phần mỏ dài 0,51 cm, phần đáy có đường kính ~1,5 cm. Hạt dài 7 mm, áo hạt dài ~1 cm, chia 3 thùy.

## Phân bố
Loài bản địa từ miền nam Thái Lan (tỉnh Pattani) tới Malaysia bán đảo.